# Michael Brady
Michael J. Brady (nacido en Laguna Beach, California, Estados Unidos, el 21 de marzo de 1987) es un beisbolista, lanzador de la Liga Venezolana de Béisbol Profesional (LVBP) para la organización de los Leones del Caracas.